# نانيامو جي (كولومبيا البريطانية)
نانيامو جي (بالإنجليزية: Nanaimo G)‏ هي مدينة كندية تقع في مقاطعة كولومبيا البريطانية. تبلغ مساحة هذه المدينة 48.8772 (كم²)، ويبلغ عدد سكانها 7023 نسمة حسب إحصاء سنة 2006 م، بينما كان يسكنها 6113 نسمة في سنة 2001 م. تحتل هذه المدينة المرتبة رقم 519 بين مدن كندا حسب عدد السكان والمرتبة رقم 73 في المقاطعة. نما عدد السكان في هذه المدينة بنسبة (14.9) بين العامين المذكورين.

## وصلات خارجية
- الأطلس الحكومي لكندا
- إحصاءات كندا مع ساعة تعداد السكان